# خوسيه ماريا أوباندو
خوسيه ماريا رامون أوباندو ديل كامبو (بالإسبانية: José María Obando)‏ سياسي وعسكري كولومبي، وُلد في كورينتو في التاج الإسباني لغرناطة الجديدة في 8 أغسطس 1795. كان نائبًا لجمهورية غرناطة الجديدة عام 1831، واختير رئيسًا لها فيما بين 1853 و1857. درس في جامعة كاوكا. وتُوفي في كروث بيردي في إقليم الروسال بجمهورية غرناطة الجديدة في 7 أغسطس 1861.

## وصلات خارجية
- خوسيه ماريا أوباندو على موقع الموسوعة البريطانية (الإنجليزية)